# Chudenice (zámek)
Chudenice jsou tvrz přestavěná na zámek ve stejnojmenném městysi v okrese Klatovy. Vesnice s pozdější tvrzí a zámkem patřila od konce třináctého století rodu Černínů, kteří se po ní psali. Nejstarší tvrz vznikla ve čtrnáctém století. V následujících staletích byla renesančně a barokně přestavěna, ale dochovaná podoba zámku je výsledkem klasicistních úprav. Zámecký areál je chráněn jako kulturní památka ČR.

## Historie
Prvním známým příslušníkem rodu Černínů, kterému Chudenice patřily, byl Drslav z Chudenic připomínaný roku 1291 jako zemský soudce. Byl příslušníkem panského stavu, ale jeho potomci patřili až do sedmnáctého století do vladyckého stavu. Z nich jsou známi Černín a Kunrát z Chudenic, kteří u chudenického kostela roku 1358 založili kaplanství. Již v té době nejspíše ve vesnici stála gotická tvrz. První písemná zmínka o ní pochází až z roku 1603, kdy si Jindřich a Adam Černínové, synové Humprechta Černína (1525–1601), rozdělili pozůstalost po otci. Chudenice s řadou dalších vesnic připadly mladšímu Adamovi. Tvrz, kterou smlouva popisuje jako „tvrz Chuděnice od kamene dobře vystavenou s dvorem a štěpnicí velkou při tvrzi“, již pravděpodobně měla podobu renesančního zámku.
Přestože byl Adam Černín katolíkem, zúčastnil se na straně stavů stavovského povstání. Byl proto sice souzen, ale roku 1622 zproštěn obžaloby, a ještě téhož roku zemřel. Zůstala po něm vdova Johanka z Lokšan a pět dětí. Zámek byl navíc někdy v té době vypleněn vojskem. Správy statku se vzápětí ujal Adamův bratr Jindřich, a staral se o ni až do roku 1629, kdy dospěl nejstarší Adamův syn Děpolt Protiva Černín. Mladší Děpoltův bratr Humprecht Diviš zemřel ještě za strýcova poručnictví a osudy ostatních bratrů jsou neznámé. Děpolt Protiva Černín zemřel 2. prosince 1660.
Správu panství od té doby vykonávala za nezletilé děti vdova Anna Mandaléna Hrzánová z Harasova. Děti si panství rozdělily tak, že bratři Jan Heřman a František Maxmilián Černínové dostali po polovině Chudenic včetně tvrze, dvora a dalších vesnic. Druhý z nich však svůj podíl prodal v roce 1666 Janu Heřmanovi. Ten se však koupí a špatným hospodařením zadlužil tak, že nemohl platit ani daně. V roce 1678 proto místokomorník Petr Mikuláš Straka z Nedabylic provedl soudní odhad ceny zámku, který měl koupit svobodný pán Arnošt Vojtěch z Račína. Ještě než k tomu došlo, vyplatil hrabě Humprecht Jan Černín pána z Račína, a získal tak chudenický zámek do majetku nedrahovské větve rodu. Zámek od té doby přestal sloužit jako panské sídlo. Stavitel Karel Balling vypracoval projekt, podle kterého byl zámek roku 1776 barokně přestavěn na byty úředníků chudenického panství, ke kterému v polovině devatenáctého století patřilo 45 vesnic a městečka Chudenice a Švihov. Po zrušení poddanství z něj vznikl roku 1848 velkostatek, který Černínům zůstal až do roku 1945. Na Starém zámku v Chudenicích se roku 1868 narodil dramatik a libretista Jaroslav Kvapil, jehož otec Ignác Hynek Kvapil z Lutína tady do roku 1905 působil jako hraběcí a obvodní lékař.
Po druhé světové válce se zámek stal sídlem Lesního úřadu, jehož zaměstnanci v něm také bydleli. V roce 1948 jej převzala obec Chudenice a začala jej využívat ke kulturním účelům. Kromě kina a knihovny v něm zřídila kuchyni jednotného zemědělského družstva, klubovnu Socialistického svazu mládeže a byty. Budova se zároveň stala sídlem Muzea Josefa Dobrovského, které v ní zřídilo muzejní a zámeckou expozici.

## Stavební podoba

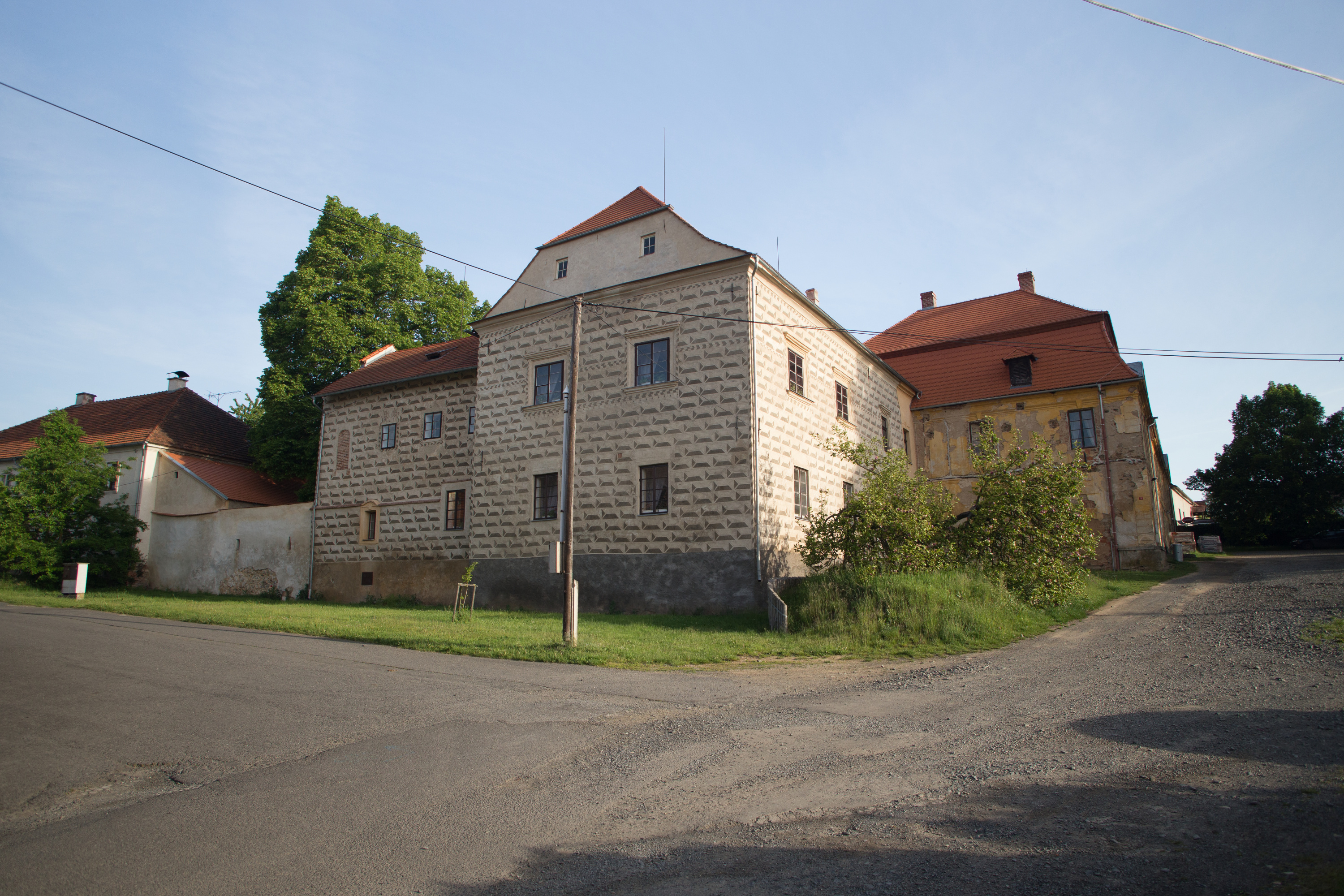
Jižní křídlo s renesančními sgrafity

Renesanční zámek měl pravidelný půdorys s okrouhlými baštami ve třech nárožích. Z této stavební fáze se v interiéru dochoval takzvaný Andělský pokoj s klenbou z doby okolo roku 1600. Průčelí jednopatrového východního křídla po stranách zdůrazňují ploché rizality s trojúhelníkovými štíty. Levým rizalitem vede průjezd do zámeckého dvora. Dochovaná podoba zámku je výsledkem klasicistní přestavby.
Součástí památkově chráněného areálu je také hradba bývalé tvrze a zámecký pivovar v budově čp. 165.